# Джейранчель (поселення)
Джейранчель (азерб. Ceyrançöl) — населений пункт у Пойлинській адміністративно-територіальній окрузі Агстафинського району Азербайджану. Розміщується в однойменному степу.

## Населення
Відповідно до перепису населення Азербайджану, у 2009 році в поселенні налічувалося 14 мешканців.

## Історія
Сучасна назва — з 1965 року, походить від назви степу, в якому розміщене поселення.
Відповідно до довідника з аддіністративно-територіального устрою, у 1977 році поселення входило до складу Пойлинської сільської ради Казахського району Азербайджанської РСР.
Поблизу поселення розміщується печерний комплекс — державний історико-культурний заповідник «Кешикчидаг»